# 上村観光
上村 観光（かみむら かんこう、1873年 - 1926年6月11日）は、臨済宗の僧侶で、五山文学研究家。
福井県出身。発心寺で出家し、哲学館（後の東洋大学）で学ぶ。シャムに留学し、1898年に帰国。
五山文学研究の開拓者で、高野山大学教授、臨済宗大学（現・花園大学）教授を務めた。
晩年は事業の不振、関東大震災による原稿焼失、五山の書庫からの典籍流出問題への関係から疲弊し、1926年6月4日に家出した後に発見されて帰宅するが、同年6月11日に京都市の泉涌寺門前町の自宅書斎において縊死。

## 著書
- 『五山文学小史』（裳華房、1906年）
- 『五山詩僧伝』（民友社、1912年）
- 『禅林文芸史譚』（大鐙閣、1919年）
- 『端竜名山太平興国南禅禅寺第二祖 勅諡南院国師御略伝』（南禅寺宗務本所、1921年）

### 編著
- 『寒山詩 / 寒山子』（井出時秀、1906年）
- 『近畿游覧誌稿』（黒川道祐、淳風房、1910年）
- 『五山文学全集』1-5集（裳華房、1906年 - 1915年）
- 『五山文学全集』1-5巻（帝国教育会出版部、1935年 - 1936年 , 復刻（思文閣）、1973年・1992年）